# De ander
De ander is een single van de Belgische zanger Tourist LeMC. Het nummer werd uitgebracht op 5 januari 2024, en was het eerste van zijn toekomstige vijfde album. Het nummer wordt gebracht als een parlando.
Het nummer draait rond polarisatie. Tourist LeMC haalde inspiratie uit een uitspraak van de Franse filosoof Jean-Paul Sartre: l’enfer, c’est les autres (de hel, dat zijn de anderen). Volgens de artiest zijn wijzelf evengoed de anderen. Alvorens het nummer uit te brengen, speelde hij het al verschillende maanden tijdens zijn theatertournee Onrust. Op 7 januari 2024 bracht hij het nummer bij De zevende dag, een actualiteitenprogramma op VRT 1.